# Пой (фильм, 2016)
«Пой» (венг. Mindenki; дословно — „Все вместе“) — венгерский короткометражный фильм Кристофа Деака, обладатель премии «Оскар» за лучший игровой короткометражный фильм 2017 года. Действие разворачивается в 1991 году, главной героиней является девочка, перешедшая в другую школу и вошедшая в состав школьного хора, победившего на конкурсе.

## Сюжет
В 1991 году в Будапеште девочка по имени Жофи поступает в начальную школу, её подругой становится Лиза. Жофи вступает в школьный хор. Но ей разрешают только открывать рот, как будто она поёт, и при этом запрещают громко петь, поскольку её учительница Эрика не видит в ней таланта к пению. Хор готовится к соревнованию, победители которого смогут отправиться в Швецию. Жофи вынуждена подчиняться решению учительницы, несмотря на унижение, и скрывать правду от других детей.
Однако Лиза узнаёт правду от Жофи. На одной из следующих репетиций Лиза начинает угрожать учительнице, но та отвечает, что в интересах хора отбирать тех, кто может громко петь. Более того, Эрика заявляет, что не хочет публично позорить тех, кто не умеет хорошо петь. После того, как Эрика просит поднять руки тех, кто не умеет петь, Жофи видит — не ей одной это запрещено. Вскоре Жофи сообщает Лизе о своём плане.
В день соревнования хор готовится выступить. Эрика даёт команду петь, но дети начинают только тихо шептать слова песни, открывая рот, но никто не поёт. Возмущённая Эрика уходит со сцены, и дети начинают петь.

## В ролях
- Дорка Гашпарфалви — Жофи
- Дороттья Хаиш — Лиза (песни исполняет Ребека Уолтон[6][7])
- Жофия Самоши — Эрика[6]

В фильме снялся хор начальной музыкальной школы Бакац (город Будапешт).

## Съёмки
Кристоф Деак взял за основу сюжета историю, услышанную от друга из Швеции. В 2012 году был написан сценарий, действие изначально происходило в англоязычной стране. В 2014 году Деак изменил сценарий и получил ещё 8 миллионов форинтов от Национального управления СМИ и коммуникациями (максимальная сумма на короткометражные и экспериментальные фильмы). Ещё 2 миллиона форинтов поступили от государственных властей, снимавшей кинокомпании и киностудии.
Для Дорки Гашпарфалви и Дороттьи Хаиш это был дебют в кино: в кастинге на эти роли участвовали более 80 детей. В кастинге на роль хористов участвовали пять школьных хоров. Все съёмки заняли шесть дней, но монтаж и меры по постпродукции заняли целый год. Осенью 2015 года фильм был готов.

## Награды и номинации
| Достижения                                                                                       | Достижения                                                             | Достижения                       | Достижения |
| Фестиваль                                                                                        | Категория                                                              | Номинанты                        | Итог       |
| ------------------------------------------------------------------------------------------------ | ---------------------------------------------------------------------- | -------------------------------- | ---------- |
| Будапештский фестиваль короткометражных фильмов Фрисс Хуш, Венгрия, 2016                         | Daazo - Специальная номинация                                          |                                  |            |
| Лилльский европейский кинофестиваль, Франция, 2016                                               | Приз зрительских симпатий                                              |                                  |            |
| Международный кинофестиваль Ланцароте, Испания, 2016                                             | Лучший короткометражный фильм, приз зрительских симпатий               |                                  |            |
| Международный олимпийский фестиваль фильмов для детей и молодёжи, Греция, 2016                   | Лучший короткометражный художественный фильм, приз международного жюри |                                  | Победа     |
| Фестиваль короткометражных фильмов Саппоро, Япония, 2016                                         | Лучшая актриса-девочка                                                 | Дорка Гашпарфалви, Дороттья Хаиш |            |
| Фестиваль короткометражных фильмов Саппоро, Япония, 2016                                         | Приз зрительских симпатий                                              |                                  |            |
| Берлинский международный фестиваль короткометражных фильмов для детей и молодёжи, Германия, 2016 | Лучший короткометражный фильм KUKI, 2-я премия                         |                                  |            |
| Азиатский фестиваль короткометражных фильмов, Япония, 2016                                       | Международное соревнование - Лучший короткометражный фильм             |                                  | Победа     |
| Азиатский фестиваль короткометражных фильмов, Япония, 2016                                       | Международное соревнование - Гран-При                                  |                                  | Победа     |
| Кинофестиваль в Торонто TIFF Kids, Канада, 2016                                                  | Выбор зрителей - Лучший короткометражный фильм                         |                                  | Победа     |
| Чикагский международный фестиваль детских фильмов, США, 2016                                     | Короткометражный игровой фильм - Выбор взрослого жюри                  |                                  | Победа     |
| Премия Американской киноакадемии «Оскар», США, 2017                                              | Лучший игровой короткометражный фильм                                  |                                  | Победа     |
| 55-я премия кинокритиков Венгрии, Венгрия, 2017                                                  | Лучшая актриса второго плана                                           | Жофия Самоши                     |            |

Фильм «Пой» также открывал 14-й фестиваль короткометражного кино «Азиана» в Сеуле.